# Cenobio Aguilar
Cenobio Aguilar är en ort i Mexiko.   Den ligger i kommunen Salto de Agua och delstaten Chiapas, i den sydöstra delen av landet, 800 km öster om huvudstaden Mexico City. Cenobio Aguilar ligger 95 meter över havet och antalet invånare är 1 006.
Terrängen runt Cenobio Aguilar är varierad. Runt Cenobio Aguilar är det ganska tätbefolkat, med 60 invånare per kvadratkilometer. Närmaste större samhälle är Tila, 16,3 km sydväst om Cenobio Aguilar. Trakten runt Cenobio Aguilar består till största delen av jordbruksmark.